# Ernestine Tahedl
Ernestine Tahedl (* 1940 in Ried in der Riedmark) ist eine österreichische Malerin, Graphikerin sowie Glaskünstlerin.

## Leben
Tahedl wurde in Ried in der Riedmark, Oberösterreich, geboren und studierte von 1955 bis 1961 an der Hochschule für Angewandte Kunst in Wien bei Carl Unger und Franz Herberth. Von 1961 bis 1963 arbeitete sie mit ihrem Vater Heinrich Tahedl bei der künstlerischen Gestaltung von Glasfenstern zusammen.
Seit 1963 lebt sie in Kanada und arbeitet in ihrem Atelier in der Nähe von Toronto. Ihre Werke befinden sich im Besitz öffentlicher und privater Sammlungen bzw. Galerien in Kanada, in den Vereinigten Staaten, in Frankreich, in Österreich, in der Schweiz, in Japan und in Kroatien. Sie gestaltete zahlreiche öffentliche und private Aufträge für Glasfenster, unter anderem für die Expo 1967 in Montreal, Kanada.
Seit 1963 ist sie in Europa, in den Vereinigten Staaten, in Japan, China  und in Kanada an zahlreichen Ausstellungen beteiligt. Einzelausstellungen gibt sie seit 1963 bis heute in Wien, Österreich; New York, Vereinigte Staaten und in zahlreichen Städten in Kanada. Eine umfassende Retrospektive, organisiert 2006 in der Varley Art Gallery of Markham, Unionville, Ontario, Kanada wurde 2012 erweitert und im Niederösterreichischen Dokumentationszentrum für Moderne Kunst, St. Pölten, Österreich, sowie in der Moderna Galerija, Zagreb, Kroatien gezeigt. 2016 fand eine Ausstellung betitelt Versammelte Werke im Wiener Künstlerhaus statt.

## Würdigungen (Auswahl)
- 1961 Würdigungspreis der Hochschule für Angewandte Kunst, Wien
- 1966 Medaille für Künstlerische Errungenschaft "Allied Arts Award" von dem Royal Architectural Institute of Canada
- 1966 Ankaufspreis, "Concourse Artistique de Quebec"
- 1967 Canada Council – Arts Award
- 1993 „Governer Generals Medal“ zum 125-jährigen kanadischen Jubiläum
- 2002 „Queen Elizabeth II Golden Jubilee Medal“
- 2006 President’s Medal of the Ontario Society of Artists
- 2013 „Queen Elizabeth II Diamond Jubilee Medal“
- 2016 Goldenes Ehrenzeichen für Verdienste um die Republik Österreich

## Mitgliedschaften
- 1977 Royal Canadian Academy of Arts
- 1984 Ontario Society of Artists.
- 1996–2000 Präsidentin der Ontario Society of Artists.[1]